# Wienercafé
En wienercafé (tysk: Wiener Kaffeehaus) er et kaffehus, der har en vigtig og traditionel rolle i Wiens kultur.

## Unikke træk
Ulig mange andre steder i verden er det normalt i Wien for en gæst at komme alene og sidde i flere timer i en af de mange cafeer i Wien blot for at slappe af og læse dagens aviser. Sammen med kaffen bliver der serveret et glas koldt vand fra hanen, og hvis kunden bliver i lang tid, vil et nyt glas vand blive serveret, uden at kunden behøver at bede om det.
I det sene 19. og tidlige 20. århundrede blev ledende forfattere tiltrukket af atmosfæren omkring wienercafeerne og kom ofte for at mødes, udveksle tanker eller skrive. Litteratur forfattet i cafeerne benævnes ofte som kaffehuslitteratur, og derfor benævnes forfatterne kaffehuspoeter. Det kendte blad Die Fackel af Karl Kraus siges primært at være skrevet på cafeer. Andre kaffehuspoeter er Arthur Schnitzler, Alfred Polgar, Friedrich Torberg og Egon Erwin Kisch. Den berømte forfatter og digter Peter Altenberg fik endog sin post leveret til sin yndlingscafé, Café Central. 
Møblerne kan variere fra komfortable, bløde til kolde, moderne og stilfulde. Det klassiske look inkluderer Michael Thonet-stole og marmorbordplader.
Mange cafeer tilbyder små måltider som pølser eller desserter som kager og tærter.
I mange klassiske caféer bliver der spillet klavermusik om aftenen, og der bliver afholdt litteraturoplæsninger og lignende. I de varmere måneder kan gæsterne sidde udenfor i såkaldte Schanigartener.

## Historie
Legenden fortæller, at soldater fra det polsk-habsburgske regiment fandt sække med underlige bønner, da de befriede Wien efter den anden tyrkiske belejring af Wien. Først troede de, at disse bønner var kamelføde og ville brænde dem, men den polske kong Johan III Sobieski gav bønnerne til officeren Franciszek Jerzy Kulczycki, som oprettede det første kaffehus. Efter nogle eksperimenter tilføjede han noget sukker og mælk, og traditionen for wienercafeerne var født.